# Bagtenga
Bagtenga est une commune rurale située dans le département de Zitenga de la province de l'Oubritenga dans la région Plateau-Central au Burkina Faso.

## Santé et éducation
Le centre de soins le plus proche de Bagtenga est le centre de santé et de promotion sociale (CSPS) de Zitenga. Le centre médical avec antenne chirurgicale (CMA) de la province se trouve à Ziniaré.